# Stráž (Berg)
Der Stráž (deutsch Postberg) ist ein Berg im Böhmerwald, Tschechien. 
Unterhalb seines Westhanges liegt ein Moorgebiet, in dem die Warme Moldau (Teplá Vltava) entspringt, dahinter erhebt sich die Černá hora (Schwarzberg). Südwestlich entspringt der Reschbach, der nicht wie die Moldau in die Nordsee entwässert, sondern über die Donau in das Schwarze Meer. Hier verläuft also die Europäische Hauptwasserscheide. Ein Nebengipfel des Bergs ist der Holý vrch (dt. Hochbretterberg; 1295 m). Im Süden liegt der in Bayern befindliche Siebensteinkopf (1263 m). 
Am Südosthang befand sich bis 1956 die Ortschaft Bučina (Kvilda). Heute sind die nächsten Orte das etwa 5 km nördlich gelegene Kvilda (Außergefild) sowie Finsterau, das 5 km südlich liegt.